# Batocera celebiana
Batocera celebiana är en skalbaggsart som beskrevs av Thomson 1858. Batocera celebiana ingår i släktet Batocera och familjen långhorningar.
Artens utbredningsområde är Sulawesi. Inga underarter finns listade.